# Смарагдова мережа України
Смарагдова мережа України  (англ. Emerald network) — українська частина Смарагдової мережі Європи, розробляється з 2009 року.
Мережа Емеральд (Смарагдова мережа, Emerald Network) — це мережа, що включає Території Особливого Природоохоронного Інтересу (Areas of Special Conservation Interest, ASCI, далі — «території (об'єкти) мережі Емеральд»). Мережа Емеральд проектується в державах, які є сторонами Бернської конвенції (всього 26 держав), у країнах Європейського Союзу на виконання Бернської конвенції створюється мережа «Натура 2000», яка проектується за аналогічними принципами, що і мережа Емеральд, але використовує юридичні і фінансові інструменти ЄС.
Провідною організацією, яка відповідає за розбудову даної мережі, є Міністерство екології та природних ресурсів України. Розробником першої черги Мережі (у 2009—2016 роках) була благодійна організація «Інтерекоцентр» (за цей період підготвлені описи на 271 територію). У період 2017—2019 років проектуванням Смарагдової мережі займається громадська організація «Українська природоохоронна група» (за 2017—2018 розроблено та подано на розгляд Бернської конвенції обгрунутвання щодо створення ще 106 території Мережі). Під час засідання Постійного комітету Конвенції 4-5 грудня 2019 року нові 106 територій були додані до складу мережі (№ 272-377). Повний список їх всіх розміщений із вказаною нумерацією на сайті конвенції.

## Передумови створення
Конвенція про охорону дикої флори та фауни і природних середовищ існування в Європі (далі — Бернська конвенція або Конвенція) була відкрита для підписання 19 вересня 1979 року та набрала чинності 1 червня 1982 року. На цей час до Конвенції приєдналась 51 сторона, включаючи Європейський Союз. У 1996 році, із певними застереженнями, визначеними у Законі України № 436/96-ВР від 29 жовтня 1996 року до сторін Бернської конвенції приєдналася і Україна. Для нашої країни Конвенція набрала чинності 1 травня 1999 року.
Створення мережі Емеральд бере початок з Рекомендації № 16 (1989 р.) Постійного комітету, у якій зазначено, що сторони Конвенції мають прийняти законодавчі або інші заходи для визначення територій мережі Емеральд (ASCI) та забезпечити їх збереження. Ці території мають відповідати одному або декільком наступним критеріям: a. значно сприяти виживанню видів, що знаходяться під загрозою зникнення, ендемічних видів або будь-яких видів, що перелічені в додатках I і II Конвенції;
b. підтримувати значну кількість видів на території з високим видовим різноманіттям або підтримувати важливі популяції одного або декількох видів;
c. містити важливий та/або репрезентативний приклад типів оселищ, що знаходяться під загрозою зникнення;
d. містити видатний приклад конкретного типу оселища або мозаїки різних типів оселищ;
e. бути важливим місцем для одного або декількох мігруючих видів;
f. іншим способом істотно сприяти досягненню цілей Конвенції.
Не зважаючи на те, що Рекомендація 16 визначила критерії для ASCI ще у 1989 році, реальне проєктування Мережі розпочалось лише у 1998 році, після прийняття Постійним комітетом Резолюції № 5, яка дала Мережі офіційну назву — Emerald Network та створила для роботи з проєктування цієї мережі групу експертів.
Рекомендація № 16 (1989 р.), Резолюція № 3 (1996 р.) та Резолюція № 5 (1998 р.) Бернської конвенції надали початкові, але вузькі вказівки щодо того, як мають визначатися території мережі Емеральд. Оскільки в рамках Європейського Союзу з часу прийняття Оселищної (1992, Директива 92/43/ЄС «Про збереження природних оселищ та видів природної фауни і флори») та Пташиної (2009, Директива 2009/147/ЄС) директив ЄС, розпочався процес формування мережі Natura 2000, виникла необхідність узгодити процес формування цих екологічних мереж, які мають спільну мету. У 2006 році розпочалось узгодження процедур включення ASCI до обох мереж. Передбачається, що території мережі Емеральд, розроблені за єдиними критеріями з територіями мережі Natura 2000, після приєднання держави до ЄС, отримуватимуть статус територій Natura 2000.
У 1996 р. Постійний комітет Бернської конвенції прийняв Резолюцію № 4 — Перелік вразливих природних оселищ, що вимагають спеціальних заходів щодо їхнього збереження (Listing endangered natural habitats requiring specific conservation measures) та Резолюцію № 6 — Перелік видів, що потребують спеціальних заходів збереження їхніх оселищ, включаючи мігруючі види (Listing the species requiring specific habitat conservation measures). Списки видів тварин, рослин та оселищ у Резолюціях 4 та 6 час від часу доповнюються за пропозиціями держав.
Включення територій до мережі Емеральд відбувається на підставі актуальних наукових даних за останні роки про наявність на цих територіях певної частки національної популяції видів із Резолюції 6 Бернської конвенції та/чи площ типів оселищ із Резолюції 4 Бернської конвенції. Реєстри видів і оселищ у зазначених Резолюціях поступово змінюються, доповнюючись пропозиціями держав. В ідеалі, мережа Емеральд кожної країни має розроблятись на основі національної бази даних, яка містить в собі актуальні дані щодо поширення видів та оселищ з Резолюцій 4 та 6 Бернської конвенції.

## Біогеографічний підхід

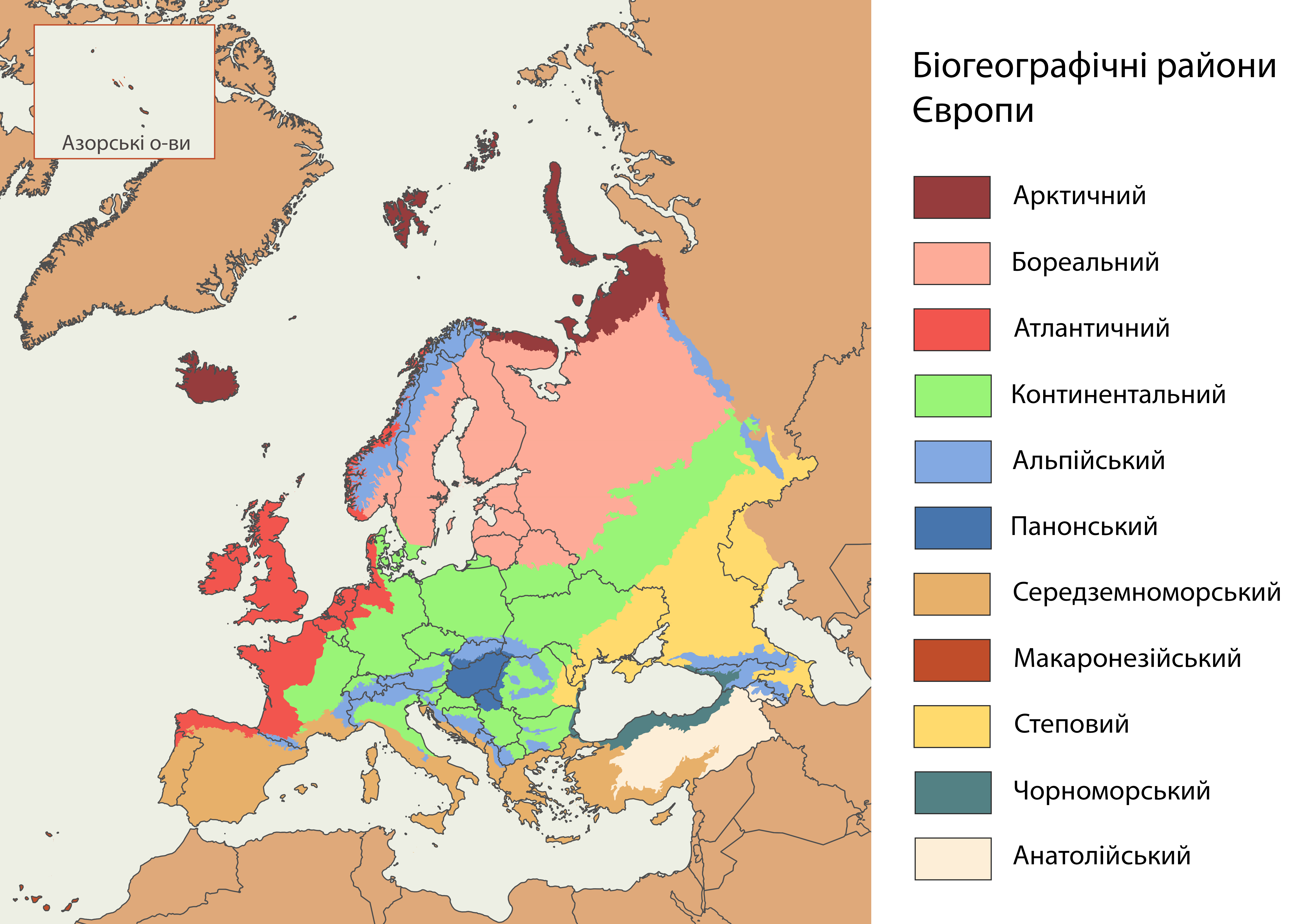
Біогеографічні регіони Європи

Включення територій до мережі Емеральд відбувається з використанням так званого біогеографічного підходу. Біогеографічний підхід означає, що оцінка достатності визначених територій мережі Емеральд для довгострокового збереження видів і оселищ проводиться в межах біогеографічних регіонів. Біогеографічний регіон — це територія з відносно однорідними екологічними умовами та подібними характеристиками. Поділ на біогеографічні регіони застосовується при проєктуванні мережі Natura 2000 в країнах-членах ЄС та при проєктуванні мережі Емеральд в інших країнах.
Територія України розподіляється між континентальним біогеографічним регіоном (приблизно збігається із Поліською та Лісостеповою кліматичними зонами), степовим (збігається із Степовою кліматичною зоною та зоною субтропіків у Гірському Криму), альпійським (Українські Карпати) та паннонським біогеографічним регіоном, до якого входить рівнинна частина Закарпатської області.

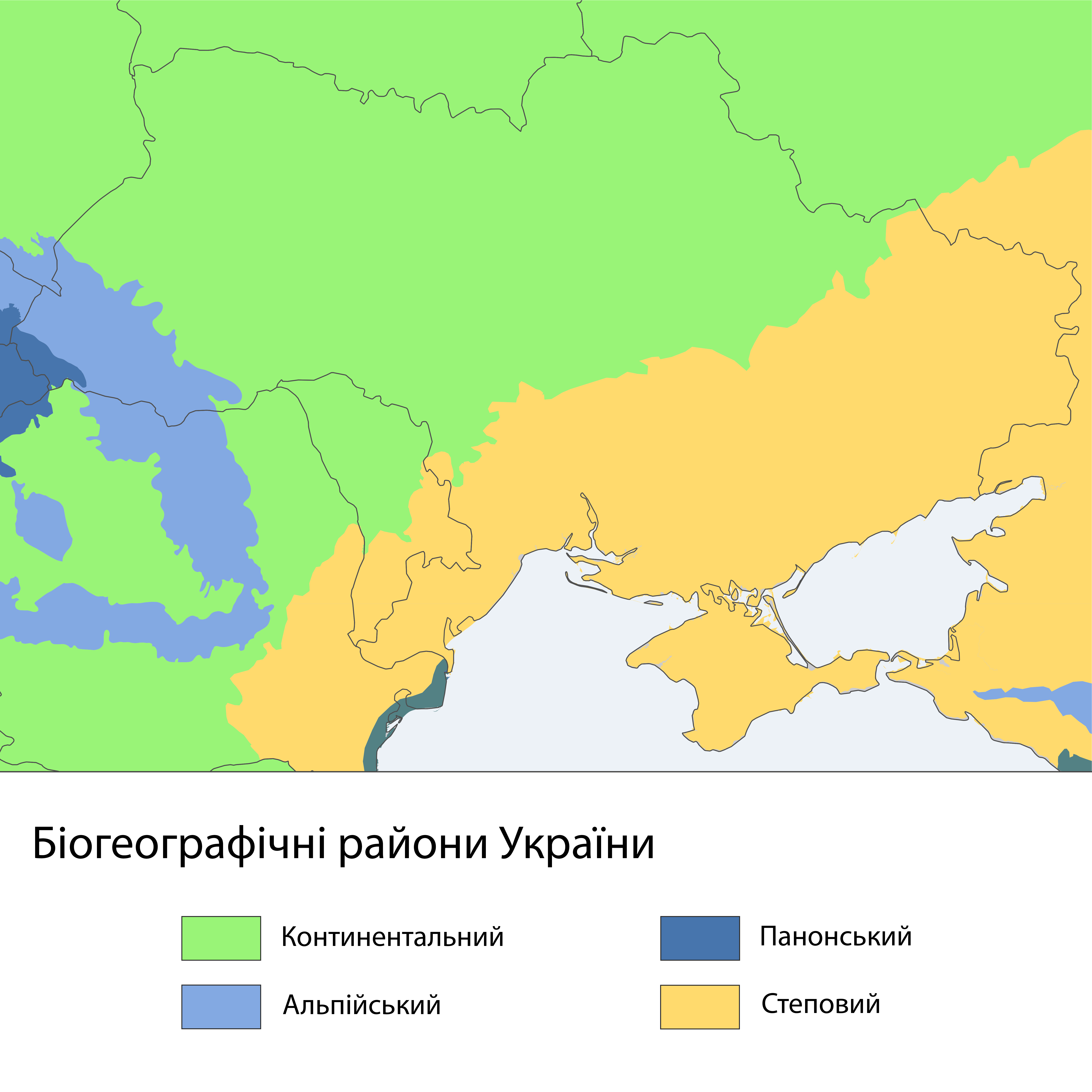
Біогеографічні регіони України

Оцінка достатності визначених територій мережі Емеральд для досягнення кінцевої мети мережі Емеральд — забезпечення довготривалого збереження видів та оселищ Бернської конвенції, що вимагають спеціальних заходів захисту (і перелічені у Резолюціях 4 та 6 Бернської конвенції), також відбувається на біогеографічному рівні під час біогеографічних семінарів, які організовує Секретаріат Бернської конвенції по мірі доповнення мережі Емеральд в різних країнах.
Основна відмінність підходів, які застосовуються при створенні мережі Емеральд та територій природно-заповідного фонду полягає у тому, що до мережі Емеральд включаються лише території, які важливі для збереження видів і оселищ із Резолюцій № 4 та № 6 Бернської конвенції в розрізі біогеографічних регіонів, а рішення про включення територій до мережі Емеральд, приймається лише на основі наукової інформації щодо присутності на таких територіях певної частки національної популяції видів чи площ оселищ із вищезазначених Резолюцій. Офіційне рішення про включення територій до мережі Емеральд приймається Постійним Комітетом Бернської конвенції за пропозицією держави — сторони Конвенції. Для кожної з територій мережі Емеральд у майбутньому буде розроблений менеджмент-план з метою збереження кожного з присутніх на його території видів та оселищ.
Може складатись враження, що мережа Емеральд охоплює лише невеликий перелік видів і оселищ, проте в дійсності, забезпечення їх охороною означатиме охорону практично всіх наявних в межах держави територій, що дійсно становлять цінність для охорони біорізноманіття.

## Актуальний стан
Попередній перелік Смарагдових територій для України приймався в 2016 році і на той час до неї включили передусім всі існуючі заповідники і національні природні парки. Загальна площа мережі до цього часу становила 5,8 млн га (9 % площі суходолу України), але це не всюди дало результати, адже з них 3,6 млн га (5,7 % площі суходолу України, або 57 % від всієї площі Смарагдової мережі України) складали території, які і без того мали охоронний статус. Ще 1 % площі України (або 10 % площі мережі) складали водосховища Дніпровського каскаду, що відіграють важливу роль в якості міграційного шляху перелітних птахів. Проте водна гладь водосховищ є маловідвідуваною і включення їх у Смарагдову мережу навряд чи було сильно відчутним. Отож лише 33 % від Смарагдової мережі в Україні (2,5 % площі України) в 2016 році стали територіями, для яких включення у мережу стало дійсною зміною: отриманням охоронного статусу.
Прикладом є нинішня ситуація із захистом Полонини Боржава від планів будівництва вітрової електростанції. На цей час втримати оборону наймальовничішої полонини України вдається фактично лише завдяки втручанню Бернської конвенції.
106 нових територій, що були додані в 2019 році мають площу 1,6 млн га (додають до Мережі ще 2,6 % площі України). Всі ці території є долинами річок, комплексами степових балок, боліт, дикими природними каньйонами. За незначним винятком, всі ці землі раніше не мали охоронного статусу.
Відчутними є зміни на рівні окремих областей. Так, на Львівщині, Кіровоградщині та у Криму, Смарагдових територій стало в половину більше; на Сумщині і Донеччині їх площа подвоїлась, на Луганщині і Полтавщині — виросла в півтора рази, а на Харківщині їх стало вчетверо більше ніж було раніше.
Всі ці території важливі для рідкісних у Європі видів та природних оселищ. Дуже важливо що чимало оселищ, наприклад більшість степових, охороняються переважно в Україні, адже абсолютна більшість країн, які є сторонами Бернської конвенції не мають степових територій. Степові поди, відслонення крейди та крейдяні бори були включені до Резолюції 4 за пропозицією України, оскільки в інших країнах Європи, окрім Росії, ці типи оселищ відсутні.
Також, у грудні 2019 року Смарагадову мережу було включено в якості інформаційного шару Публічної кадастрової карти України.

## Проєктування Смарагдової мережі в Україні
У 2009—2011 рр. реалізовувалась перша Спільна програма Європейського Союзу та Ради Європи, щодо підтримки розширення принципів мережі Натура 2000 через мережу Емеральд у Східній Європі та Південному Кавказі (далі — Спільна програма). Від України виконавцем робіт була благодійна організація «Інтерекоцентр». Проєкт мав на меті визначити та описати території, які відповідають критеріям для включення у Мережу і станом на кінець 2011 року, офіційними розробниками Мережі в Україні, до включення в неї було запропоновано 151 територію. Подальші проєкти (10.2012 — 10.2016), реалізовувалися на виконання другої Спільної програми, що фінансувалась Європейським Союзом «Підготовка мережі природоохоронних територій Емеральд — Фаза II». Проєкти другої Спільної програми були спрямовані на досягнення повністю діючої загальноєвропейської мережі Емеральд до 2020 року. В якості остаточного результату діяльності, виконаної у проєкті за 2013 рік офіційними розробниками Мережі (БФ Інтерекоцентр) було підготовлено матеріали для оголошення 159 територій Мережі, що включали: 18 природних заповідників; 6 біосферних заповідників; 43 національних природних парки; 18 регіональних ландшафтних парків; 31 заповідну територію загальнодержавного та місцевого значення інших рангів; 6 Рамсарських водно-болотних угідь; 13 водно-болотних угідь та 24 території з високим біорізноманіттям, що включають види та оселища із Резолюцій № 4 та № 6 Бернської конвенції. Навіть з цього переліку можна зробити висновок, що вибір територій здійснювався адміністративним шляхом, а не шляхом створення Бази Даних та виділення за її допомогою територій, що забезпечують достатність Мережі для кожного з видів Резолюції 6 та оселищ Резолюції 4 (каталог оселищ, що допоміг би цій справі буде виданий лише в 2019 році). З 2013 по 2015 рік у неї були включені додатково лише 10 територій. У 2015—2016 роках пройшов перший тур біогеографічних семінарів з оцінки достатності мережі Емеральд України для збереження видів і оселищ із Резолюцій № 4 та № 6 Бернської конвенції.
Результатом цього процесу стала перша, неповна мережі, що потребую значного розширення. Майже всі території, включені розробниками до Мережі — або існуючі території ПЗФ загальнодержавного значення, або регіональні ландшафтні парки, водосховища чи рамсарські угіддя. Такий вибір територій був викликаний можливістю не проводити дослідження і не створювати базу даних, а просто використати вже наявну в Мінприроди інформацію. Втім, далеко не всі території ПЗФ відповідають критеріям Рекомендації 16 БК. Фактична відсутність бази даних, що могла би показати яким чином кожен з пропонованих сайтів впливає на достатність охоплення популяцій видів мережею, дозволяє поставити під сумнів доцільність включення у мережу будь-якої з територій. Частина територій, що включена до Мережі — не відповідає встановленим критеріям, частина територій, що потребують включення — лишилась поза Мережею; база даних, на основі якої мала бути розроблена Мережа і на основі якої слід було б проводити її подальший моніторинг — відсутня. Втім, відсутність бази даних не лише є недоліком роботи розробників Мережі, але й свідченням відсутності в Україні відомостей про поширення видів Резолюції 6 Бернської конвенції, як такої.
В країні ніколи не проводилась інвентаризація біорізноманіття та його моніторинг.
27 червня 2014 року було підписано Угоду про асоціацію між Україною та Європейським Союзом, (далі — Угода), яку було ратифіковано Україною 16 вересня 2014 року. Угода набрала чинності 1 вересня 2017 року. Відповідно до Угоди, Україна зобов'язується поступово наблизити своє законодавство до законодавства ЄС, у терміни, визначені у Додатку ХХХ до Угоди, в тому числі, до 1 вересня 2021 року має бути завершена робота із створення територій Смарагдової мережі та впровадження захисних заходів та заходів управління ними. Наказом Мінприроди № 321 від 14.10.2014 року було створено Робочу групу, яка з охорони природи (далі — Робоча група), яка розробила проєкт закону «Про території Смарагдової мережі». Розробка Закону, що має бути затверджений у 2019 році, означає, що Мережа повинна запрацювати. Передусім йдеться про менеджмент — запровадження конкретних заходів з охорони видів і оселищ.
Включаючи до складу мережі Емеральд вже існуючі території ПЗФ, розробники (2009—2016 років) не розраховували на те, що Мережа дійсно функціонуватиме. Навіть програми підтримки, в рамках яких вона розроблялась не передбачали імплементацію положень конвенції як таких: не планувалась розробка та запровадження менеджменту та моніторингу територій Мережі. В будь-якому разі, без повноцінної бази даних, виконати це завдання було б неможливо.
На даному етапі тривають роботи з доповнення Мережі та підготовка суттєвих змін до розробок БО «Інтерекоцентр», які на міжнародному рівні були визнані дедостатніми та некваліфікованими. Такі рішення були прийняті на низці біогеографічних семінарів, організованих Секретаріатом Бернської конвенції. Ревізію Смарагдової мережі здійснює ГО «Українська природоохоронна група» та громадська інціатива Emerald — Natura 2000 in Ukraine.
У 2015—2016 роках пройшов перший тур біогеографічних семінарів з оцінки достатності мережі Емеральд України для збереження у довгостроковій перспективі видів і оселищ із Резолюцій № 4 та № 6 Бернської конвенції. Всі біогеографічні семінари (за винятком семінару по степовому біорегіону, де разом розглядались території України, Молдови та Російської Федерації), для України проводились разом із ще трьома країнами (Молдова, Білорусь, Російська Федерація), оскільки розробка мережі Емеральд в цих країнах проводилась в рамках спільної програми ЄС та Ради Європи «Мережа охоронюваних природних територій, Фаза ІІ», а також по причині того, що межі більшості вказаних вище біогеографічних регіонів, що розглядалися під час семінарів, охоплюють територію зазначених країн.
24-25 листопада 2015 року у м. Мінськ (Білорусь) відбувся біогеографічний семінар з оцінки достатності мережі Емеральд для охорони видів птахів із Резолюції № 6 Бернської конвенції.
Особливістю даного біогеографічного семінару було те, що оцінка по кожному з видів птахів велася не у розрізі біогеографічних регіонів, а розглядалась територія кожної з країн у цілому.
Делегації представників НУО на семінарі вдалося відстояти позицію, що для багатьох видів птахів розроблена в Україні Мережа є недостатньою й потребує розширення (зокрема, оцінки «IN MOD» отримали такі види: A193 Sterna hirundo, A195 Sterna albifrons, A196 Chlidonias hybridus, A197 Chlidonias niger, A198 Chlidonias leucopterus, A229 Alcedo atthis та ін.).
11-13 травня 2016 року у м. Кишинів (Молдова) відбувся біогеографічний семінар з оцінки достатності мережі Емеральд для охорони видів тварин (крім птахів), рослин та типів оселищ з Резолюцій № 4 та № 6 Бернської Конвенції в Континентальному, Альпійському та Паннонському біогеографічних регіонах. По багатьом видам позиція природоохоронців була підтримана незалежними експертами, які брали участь у семінарі від Секретаріату Бернської конвенції, що зобов'язує Україну у подальшому розширити Мережу для цих видів. Так, зокрема, були присуджені оціноки «IN MOD» у паннонському біогеографічному регіоні для таких видів: 1308 Barbastella barbastellus, 1318 Myotis dasycneme, 1323 Myotis bechsteini, 1324 Myotis myotis, 1337 Castor fiber, 1220 Emys orbicularis, 1032 Unio crassus; у континентальному біорегіоні: «IN MOD» — 1014 Vertigo angustior, 1016 Vertigo moulinsiana, 1032 Unio crassus, 1074 Eriogaster catax; «IN MAJOR» — Мережа повинна бути побудована з «нуля» для 1013 Vertigo geyeri; у альпійському біорегіоні: «IN MOD» — 1032 Unio crassus, 1898 Eleocharis carniolica, «IN MAJOR» — Мережа повинна бути побудована з «нуля» для 1014 Vertigo angustior.
6-8 вересня 2016 року в Києві відбувся біогеографічний семінар з оцінки достатності мережі Емеральд для охорони видів тварин (крім птахів), рослин та типів оселищ з Резолюцій № 4 та № 6 Бернської конвенції у Степовому біогеографічному регіоні. На семінарі було вирішено, що акваторії морів на ньому не розглядатимуться і що для них буде проведений окремий семінар пізніше (на даний час дата та місце не визначені). Оскільки даний семінар проходив в Києві, як офіційна делегація, так і делегація НУО були представлені, порівнюючи з попередніми семінарами, у розширеному вигляді. Підсиленій експертами з багатьох таксономічних груп делегації НУО вдалося довести недостатність визначених територій Мережі для багатьох видів і оселищ. Так, лише для 40 % рослин була підтримана оцінка «SUF», натомість для більшості видів рослин, що розглядалися, Мережа була визнана недостатньою. Зокрема, оцінку «IN MOD» отримали такі види рослин: 1477 Pulsatilla patens, 1805 Jurinea cyanoides, 2073 Dianthus hypanicus, 2081 Silene cretacea, 2136 Astargalus tanaiticus, 2267 Lagoseris purpurea, 2271 Serratula tanaitica, 4067 Echium russicum, 4068 Adenophora lilifolia, 4087 Serratula lycopifolia, 4091 Crambe tataria, 4095 Stipa zalesskii та 4098 Iris humilis ssp. arenaria. Для таких видів рослин, як 2116 Schiverekia podolica та 4097 Iris aphylla ssp. hungarica, що отримали оцінку «IN MAJ» мережа має бути побудована заново. Оцінку «IN MOD» отримали загалом 30 оселищ (A1.22, A1.44, A2.2, A3, B2.1, C1.223, C1.224, C1.3411, C1.3413, C1.5, C1.66, C2.27, C2.28, C2.34, C3.4, E1.13, E1.2, E1.9, E6.2, F3.247, F9.1, G1.11, G1.3, G3.4232, H1, H2.6, H3.1, H3.2, X18, X29). Таким чином, мережа Емеральд (Смарагдова мережа) України пройшла «перше коло» оцінки своєї достатності для збереження видів тварин, рослин та оселищ. Мережа є недостатньою, що має офіційне підтвердження у вигляді підсумкових оцінок трьох біогеографічних семінарів. Також лишилися невирішеними питання виділення Чорноморського біогеографічного регіону в Україні, збереження цілісних річкових систем, можливості розширення Мережі і надання їй вигляду саме поєднаної у просторі мережі.
23-24 травня 2018 року у Києві відбувся біогеографічний семінар з оцінки достатності визначених територій мережі Емеральд для збереження видів птахів. У фінальних висновках цього семінару отримали оцінки «IN MIN/CD»: A002 Gavia arctica, A020 Pelecanus crispus, A022 Ixobrychus minutus, A135 Glareola pratincola, A234 Picus canus, A307 Sylvia nisoria; «IN MIN»: A068 Mergus albellus, A104 Bonasa bonasia, A138 Charadrius alexandrinus; «IN MOD/CD»: A030 Ciconia nigra, A032 Plegadis falcinellus, A080 Circaetus gallicus, A084 Circus pygargus, A089 Aquila pomarina, A097 Falco vespertinus, A403 Buteo rufinus, A511 Falco cherrug, A409 Tetrao tetrix tetrix, A119 Porzana porzana, A120 Porzana parva, A127 Grus grus, A154 Gallinago media, A167 Xenus cinereus, A177 Larus minutus, A195 Sterna albifrons, A196 Chlidonias hybridus, A197 Chlidonias niger, A198 Chlidonias leucopterus, A215 Bubo bubo, A217 Glaucidium passerinum, A222 Asio flammeus, A457 Strix nebulosa, A224 Caprimulgus europaeus, A229 Alcedo atthis, A231 Coracias garrulus, A236 Dryocopus martius, A241 Picoides tridactylus, A242 Melanocorypha calandra, A255 Anthus campestris, A272 Luscinia svecica, A339 Lanius minor, A379 Emberiza hortulana, A533 Oenanthe pleschanka; «IN MOD»: A023 Nycticorax nycticorax, A029 Ardea purpurea, A092 Hieraaetus pennatus, A404 Aquila heliaca, A108 Tetrao urogallus, A131 Himantopus himantopus, A132 Recurvirostra avosetta, A170 Phalaropus lobatus; «IN MIN/IN MOD/CD»: A060 Aythya nyroca, A396 Branta ruficollis, A397 Tadorna ferruginea, A072 Pernis apivorus, A073 Milvus migrans, A090 Aquila clanga.

## «Тіньовий список» Смарагової мережі України
У 2016 році громадська природоохоронна ініціатива «Emerald — Natura 2000 in Ukraine» (до якої пізніше приєдналась і ГО «Українська природоохоронна група») розпочала розробку «тіньового списку» («shadow list») територій мережі Емеральд — переліку територій, які на основі наукових даних мають бути включені до мережі Емеральд в Україні.
Перший етап розробки «shadow list» мережі Емеральд в Україні тривав з вересня 2016 року по серпень 2017 року; його результатом є підготовка обгрунтованих на основі наукових даних пропозицій щодо включення до мережі Емеральд в Україні нових 78 територій. У 2018 році додатково було розроблено документацію на включення ще 46 нових територій до Смарагдової мережі.
Всі ці пропозиції були доопрацьовані спільно із Департаментом екомережі та природно-заповідного фонду Міністерства екології та природних ресурсів України, і більша їх частина у лютому 2019 року була передана Мінприроди до Секретаріату Бернської конвенції та затверджена 12 грудня 2019.
Детальніше: Тіньовий список Смарагдової мережі України